# Есимов, Руслан Жумабекович
Русла́н Жумабе́кович Еси́мов (каз. Рұслан Жұмабекұлы Есімов; род. 28 апреля 1990, Экибастуз, Павлодарская область) — казахстанский футболист, правый защитник клуба «Иртыш».

## Биография
Воспитанник экибастузского футбола. Первый тренер — Е. Н. Скоробогатский. Профессиональную карьеру начал в 16 лет начиная играть за «Батыр», который в то время участвовал во втором по силе дивизиона. Вплоть до 2012 года был игроком экибастузских команд. С 2013 по 2014 год Руслан играл за актауский «Каспий». А в 25 лет впервые начал играть в высшем дивизионе Казахстана за павлодарский «Иртыш», также в составе команды играл в Лиге Европы.
8 июня 2023 года объявил о завершении карьеры.

## Достижения
- Бронзовый призёр чемпионата Казахстана: 2016